# OK Go
OK Go — американський альтернативний рок-гурт з Чикаго, зараз вони проживають у Лос-Анджелесі. Склад: Деміен Кулаш (вокал і гітара), Тім Нордвінд (бас-гітара й бек-вокал), Ден Конопка (ударні й перкусії) і Енді Росс (клавішні, гітара й бек-вокал), який приєднався до гурту у 2005 році, на заміну Енді Дункану. Гурт відомий своїми кліпами на пісні A Million Ways  [Архівовано 7 березня 2008 у Wayback Machine.] і Here It Goes Again  [Архівовано 26 лютого 2009 у Wayback Machine.].

## Історія
Вокаліст Деміен Кулаш познайомився з басистом Тімом Нордвіндом у таборі Interlochen Arts Camp, коли їм було по 11 років. Деміен там займався графічним дизайном, а Тім музикою. Вони зустрілись за грою в настільний теніс, у якій виграв Деміен. Назва гурту походить від слів їх учителя малювання, який казав «OK… Go!» на уроках. Після табору вони підтримували зв'язок, обмінюючись збірками пісень, які мали вплив на їх смаки й на майбутній саунд. Свого першого гітариста й клавішника Енді Дункана вони зустріли в школі, а барабанщика Дена Конопку — в коледжі. Гурт OK Go вони заснували в 1998.
Найбільше на OK Go повпливали Pixies, The Cars, Cheap Trick, T.Rex, Queen, Prince, The Zombies і панк-рок гурти з Вашингтону, особливо Fugazi і Shudder To Think. Унікальний напів-гламурний, напів-роковий стиль гурту також привернув увагу. Вони відомі комбінуванням яскравих малюнків з жилетами, безрукавками, краватками, піджаками, класичними штанами й незвичайною кількістю прикрас, особливо брошками. Деякі відмічають схожість їх стилю з гуртами Weezer, They Might Be Giants, але OK Go в інтерв'ю говорять, що на їх стиль повпливали Оскар Уайльд, Девід Боуі та «інші люди, занадто багаті, щоб знати, як дивно вони виглядають».
Гурт також виступав у програмі This American Life на 5-ій річниці шоу. Вони виступили з попередником їх дуже успішних кліпів — танець на пісню C-C-C-Cinnamon Lips, придуманий для шоу Chic-a-Go-Go. Айра Гласс, хазяїн програми This American Life, написав їх офіційну біографію, описавши їх пісні як «частково інді-рок, частково стадіонний рок, частково поп з подихами Weezer або The Cars або Елліота Сміта».

### Прорив
Після появи OK Go на This American Life та їх стосунків з They Might Be Giants гурт випустив дебютний альбом під назвою OK Go у 2002 році. У британському чарті пісня Get Over It була 21-ою 16 березня 2003 року, і гурт виступив з нею на британській програмі Top of the Pops. Того ж тижня кліп на цю пісню був названий кліпом тижня журналом Q magazine. Сингл був використаний в іграх EA Sports під назвами Triple Play 2003 і Madden NFL 2003. Пісня Do What You Want була використана в іграх EA Sports NHL 06, Guitar Hero On Tour і Burnout Revenge, а їх пісня Here It Goes Again — у грі Rock Band.
Гурт зіграв кавер на пісню This Will Be Our Year гурту Zombies для Future Soundtrack for America, політичного альбому, випущеного лейблом Barsuk Records восени 2004 року. Вокаліст Деміен Кулаш став трохи політично активним під час виборів і написав книгу-інструкцію «How Your Band Can Fire Bush», сподіваючись, що гурти допоможуть скинути Президента Джорджа Буша.
У 2007 році OK Go написали пісню для футбольної команди Chicago Fire S.C.. Пісня була вивішена на офіційному сайті команди для безкоштовного завантаження. Того ж року OK Go записали кавер на пісню Gigantic гурту Pixies для альбому Dig For Fire — триб'ют гурту PIXIES лейблу American Laundromat Records.

### Слава, зароблена кліпами
Другий альбом під назвою Oh No був записаний у Мальме, Швеція, і продюсований Тором Йохансоном (він також продюсував The Cardigans, Franz Ferdinand) восени 2004 року. Після запису, у 2005 році, Енді Дункан покинув гурт, на заміну йому прийшов Енді Росс. Альбом вийшов у серпні 2005 році.
Альбом Oh No заробив популярність завдяки кліпу [Архівовано 8 березня 2009 у Wayback Machine.] на пісню A Million Ways, який став Інтернет-мемом восени 2005 року. Супер-низькобюджетний кліп зображав гурт на їхньому задньому дворі, що виконував танець, поставлений сестрою Кулаша Тріш Сі. Камера була позичена у знайомого, кліп був знятий за 10 доларів і випущений, скоріш за все, без відома чи дозволу їх лейбла Capitol Records. До серпня 2006 року кліп став набільш завантажуваним відео — понад 9 мільйонів стягувань. Гурт виступив з цим танцем наживо на британській телевізійній програмі Soccer AM.
Незвичайний кліп на пісню A Million Ways — не перший для гурту.
Попередні оригінальні відео з OK Go включають їхню відео-інструкцію з настільного тенісу й Федеральну правду музичних проєктів. Вони також виступали з танцем на пісню C-C-C-Cinamon Lips після виходу їхнього першого альбому. 31 липня 2006 року гурт випустив кліп на пісню Here It Goes Again, який зображав добре відпрацьований танець на бігових доріжках, також поставлений Тріш Сі. Цей кліп продивились понад мільйон людей на сайті YouTube у перші 6 днів. До кінця грудня 2008 року відео продивилися понад 42 мільйонів разів, що поставило його на 29 місце серед відео, що найбільше переглядаються, й на 20 місце серед кліпів, що найбільше переглядаються, а також на 6 місце серед відео, що найбільше додаються в улюблені, й 2 серед кліпів, що найбільше додаються до улюблених, на YouTube. Гурт працював як з всесвітньо відомими, так і з не дуже знаменитими режисерами, включаючи Френсіса Лоуренса, Олів'є Гондрі (брата Міхеля Гондрі), Брайана Л. Перкінса [Архівовано 22 лютого 2009 у Wayback Machine.], Скотта Кейнера й Тода Салівана. 23 серпня 2006 року Деміен Кулаш з'явився на The Colbert Report, щоб поговорити про незвичайну популярність A Million Ways й Here It Goes Again. Останнє відео отримало нагороду YouTube як Найкреативніше у 2006 році. МС Common посилається на відео у своїй пісні Drivin' Me Wild («She was the type to watch Oprah and the Today Show, be on the treadmill, uh, like 'OK Go'»).
В танцювальних кліпах OK Go їх басист Тім Нордвінд рухає губами замість вокаліста Деміена Кулаша, як у танці на пісню C-C-C-Cinnamon Lips, яку співає Тім. 31 серпня 2006 року OK Go виступили на MTV Video Music Awards з танцем на пісню Here It Goes Again. Після цього виступу продажі альбому й синглу збільшились, особливо на iTunes Music Store, де сингл досяг 11 місця, а альбом — 2-го. 7 листопада 2006 року OK Go випустили обмежений тираж CD/DVD версії альбому Oh No. DVD включає їхні кліпи, відео 180 фанатів, що виконують танець A Million Ways для змагання YouTube, й відео їхніх репетицій танцю Here It Goes Again.
У травні 2006 року вони гастролювали з гуртом Panic at the Disco, у вересні вони були у Великій Британії, підтримуючи Motion City Soundtrack, і продовжили тур по США на підтримку Snow Patrol до весни 2007 року.
12 січня 2006 року OK Go з'явились на каналі NBC в серіалі Las Vegas. Серія під назвою Fleeting Cheating Meeting включала багато пісень з альбому Oh No. Кліп на пісню Here It Goes Again був спародійований в одній із серій Сімпсонів. 11 лютого 2006 року OK Go й Тріш Сі отримали Греммі Найкращий Кліп за кліп на пісню «Here It Goes Again».
Під час поїздки в Новий Орлеан у 2006 році гурт записав EP з новоорлеанським фанк-рок гуртом Bonerama, щоб зібрати гроші для музикантів, які постраждали від урагану Катріна. Мініальбом під назвою You're Not Alone був випущений 5 лютого 2008 року.
12 жовтня 2008 року OK Go проголосили, що закінчили написання пісень для третього альбому й знаходяться в Нью-Йоркській студії з продюсером Дейвом Фрідманом (він також продюсував The Flaming Lips, MGMT). Орієнтовна дата реліза — червень 2009, перший сингл може бути випущено в травні 2009 року.

## Концертні учасники
- Бурлей Сівер — клавішні, перкусії (2002)
- Ара Андерсон — клавішні, перкусії, труба (2002, 2004)

## Дискографія

### Альбоми/ЕР
| Рік  | Альбом/EP | Назва                            | Чарт США # | Чарт Heatseekers США# |
| ---- | --------- | -------------------------------- | ---------- | --------------------- |
| 2000 | EP        | Brown EP                         |            |                       |
| 2000 | EP        | Pink EP                          |            |                       |
| 2002 | Альбом    | OK Go                            | #107       | #1                    |
| 2005 | EP        | Do What You Want                 |            |                       |
| 2005 | Альбом    | Oh No                            | #69        | #1                    |
| 2007 | EP        |                                  |            |                       |
| 2007 | EP        | Master The Treadmill with OK Go  |            |                       |
| 2007 | Альбом    | Live From SoHo                   |            |                       |
| 2008 | EP        | You're Not Alone (with Bonerama) |            |                       |
| 2009 | Альбом    | TBA                              |            |                       |

### Сингли
| Year | Song                                         | US Hot 100 | U.S. Modern Rock | U.S. Mainstream Rock | U.S. Pop 100 | UK Singles Chart | Hot Digital Songs | NZ | Альбом |
| ---- | -------------------------------------------- | ---------- | ---------------- | -------------------- | ------------ | ---------------- | ----------------- | -- | ------ |
| 2002 | «Get Over It»                                | -          | 20               | -                    | -            | 21               | -                 | -  | OK Go  |
| 2003 | «Don't Ask Me»                               | -          | -                | -                    | -            | -                | -                 | -  | OK Go  |
| 2005 | «A Million Ways»                             | -          | -                | -                    | -            | 43               | -                 | -  | Oh No  |
| 2006 | «Do What You Want»                           | -          | -                | -                    | -            | -                | -                 | -  | Oh No  |
| 2006 | «Oh Lately It's So Quiet» (Radio Promo Only) | -          | -                | -                    | -            | -                | -                 | -  | Oh No  |
| 2006 | «Invincible» (Radio Promo Only)              | -          | -                | -                    | -            | -                | -                 | -  | Oh No  |
| 2006 | «Here It Goes Again»                         | 38         | 17               | -                    | 34           | 36               | 18                | 28 | Oh No  |

## Нагороди
- Греммі:
  - Найкращий Кліп (2007) за «Here It Goes Again»[5]
- YouTube Video Awards:
  - Найкреативніше Відео (2006) за «Here It Goes Again»[3]

### Номінації
- MTV Europe Music Award:
  - Найкраще Відео (2006) за «A Million Ways»[6]